# Лейцит

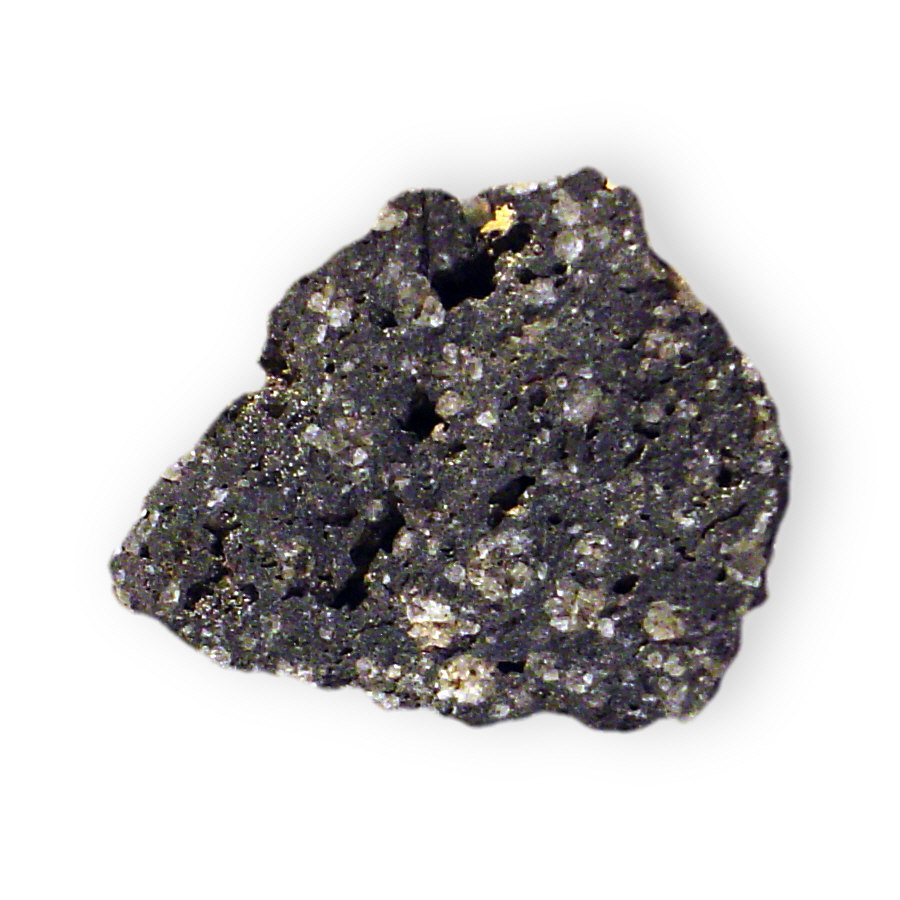
Лейцит. Італія

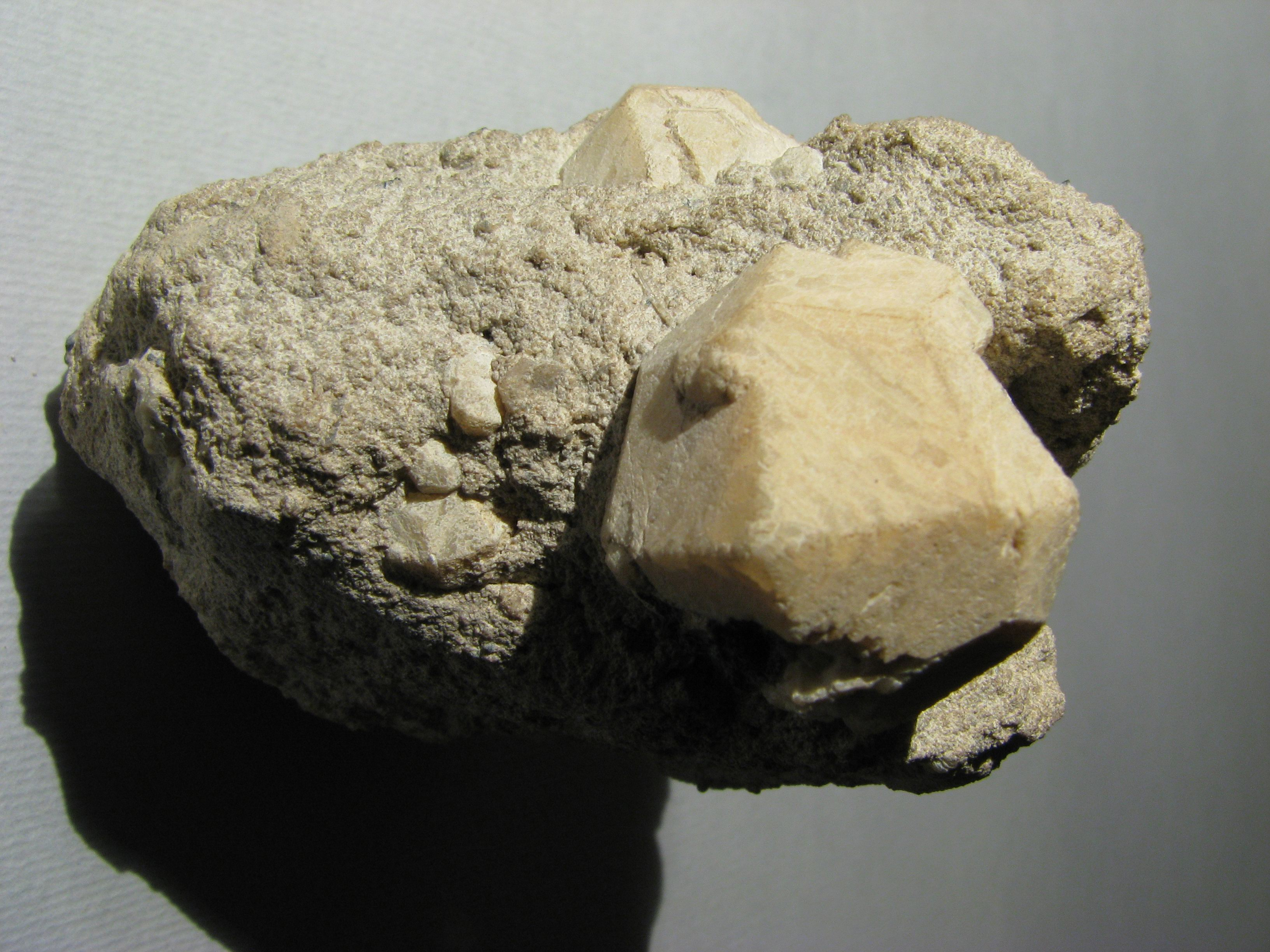
Лейцит. Італія

Лейцит — типовий магматичний мінерал, алюмосилікат каркасної будови.

## Загальний опис
Хімічна формула: K[AlSi2O6]. Іноді містить домішки Na, Са, Ti, Fe, Mg, Mn. Сліди Li, Pb, Cs. Містить, % (у зразках з Везувію): K2O — 20,59; Al2O3 — 23,22; SiO2 — 56,10. Сингонія тетрагональна. Густина 2,47. Тв. 5,5-6,5. Колір переважно сірий. Блиск скляний. Напівпрозорий. Крихкий. Злам раковистий. Форми виділення: кристали псевдокубічної форми або вкраплені зерна. Зустрічається в молодих вулканічних лужних породах разом з лужними польовими шпатами, піроксенами, магнетитом.
Характерний для багатих на калій і бідних на кремнезем лав третинного і сучасного віку. Родовища Л. відомі в Італії, ФРН, США, Австралії, Вірменії, ДР Конго, Уганді та ін. Руда алюмінію і сировина для одержання калієвих сполук. Рідкісний.
Від грецьк. «левкос» — світлий, білий, A.H.Werner, 1791.

## Різновиди
Розрізняють:
- лейцит залізний (різновид лейциту, в якому алюміній заміщається тривалентним залізом);
- α — лейцит (зайва назва лейциту);
- β — лейцит (кубічна високотемпературна (>605 °C) модифікація лейциту).